# GATAD2B
GATAD2B‏ (GATA zinc finger domain containing 2B) هوَ بروتين يُشَفر بواسطة جين GATAD2B في الإنسان.